# دوني روبنسون
دوني روبنسون (بالإنجليزية: Donny Robinson)‏ مواليد 17 يونيو 1983 في كاليفورنيا، الولايات المتحدة، هو متسابق دراجات بي إم إكس أمريكي. شارك في دورة الألعاب الأولمبية الصيفية وفاز بميدالية أولمبية.

## الميداليات
| الميدالية | المسابقة                                                 |
| --------- | -------------------------------------------------------- |
| برونزية   | سباق الدراجات الهوائية في الألعاب الأولمبية الصيفية 2008 |

## روابط خارجية
- دوني روبنسون على موقع أرشيف الدراجات (الإنجليزية)
- دوني روبنسون على موقع نتائج كأس العالم لسباقات دراجات (بي.أم.إكس) (الإنجليزية)
- دوني روبنسون على موقع اللجنة الأولمبية الدولية (الإنجليزية)
- دوني روبنسون على موقع أوليمبيديا (الإنجليزية)
- دوني روبنسون على موقع اللجنة الأولمبية والبارالمبية الأمريكية (الإنجليزية)